# Micheweni
Micheweni è una circoscrizione mista (mixed ward) della Tanzania situata nel distretto di Micheweni, regione di Pemba Nord. Conta una popolazione di 6 197 abitanti (censimento 2012).